# Серезоль, Пьер
Пьер Серезоль (фр. Pierre Cérésole; 17 августа 1879, Лозанна, Швейцария — 23 октября 1945, Лютри, Швейцария) — швейцарский инженер, известный в основном как основатель Международной гражданской службы (SCI) или Международной добровольной службы за мир (IVSP) (в 1920 году) — организации, которая помогла в восстановлении после Первой мировой войны с целью достижения атмосферы братства. Международная гражданская служба (англ. Service Civil International) была основана в 1928 году, когда более 700 волонтеров приняло участие в рабочем лагере (англ. Workcamp). Будучи пацифистом, он отказывался платить налоги, которые использовались для приобретения оружия, и отказывался принимать деньги от своего наследства. За это он провёл много времени в тюрьме.
Серезоль был вдохновлен американским мыслителем Уильямом Джеймсом. Сам Серезоль, в свою очередь, вдохновил Киса Боке.

## История
Пьер Серезоль родился в Лозанне 17 августа 1879 года в семье Поля Серезоля, члена Федерального совета Швейцарии и Президента Швейцарской Конфедерации.

### Конференция в Билтховене1919, 1920
Пьер Серезоль стал известным во время Первой Мировой Войны, благодаря своему несогласию с войной. Летом 1919 года известный пацифист Леонард Рагац пригласил Пьера на мирную конференцию в Билтховене (Нидерланды), где он познакомился со многими единомышленниками и будущими соратниками. Особенно он был впечатлен идеологией Квакеров, построенной на пацифизме, и через 17 лет стал их сторонником. Благодаря своим языковым навыкам, Пьер Серезоль был назначен секретарем конференции. Он выступал за международное примирение и предложил создать братский рабочий лагерь. На второй конференции Братства Примирения в июле 1920 года его предложение нашло большую поддержку. Немецкий участник заявил о своей готовности помочь в восстановлении повреждений, нанесенных войной. После конференции Серезоль решил отправиться в Германию для поиска участников в свой проект.

### Проект вЭне(Франция) 1920
Английский квакер Хьюберт Пэррис, имевший опыт в организации работы по оказанию помощи, поддержал Пьера Cерезоля в подготовке проекта. Осенью 1920 года они отправились на северо-восток Франции, чтобы осуществить свой проект при участии немцев. Эн сильно пострадал во время одного из крупнейших сражений времен Первой Мировой войны в районе французского города Верден. Группа по восстановлению намеревалась создать места оперативного размещения для фермеров. В середине ноября 1920 года Серезоль и Пэррис начали строительство жилья для волонтеров, которые должны были приехать в декабре. В течение зимнего периода волонтеры построили несколько хижин. В январе условия труда ухудшились, и работа волонтеров стала более требовательной. Французское правительство сократило финансирование, и в марте префект запретил мэру Эна предоставлять работу волонтерам. Тем не менее, это не помешало волонтерам продолжать помогать фермерам, которые ценили их труд. Но в апреле 1921 года работы пришлось прекратить, так как все зависело от условий, которые предоставляло государство, согласно которым немецкие добровольцы должны были покинуть этот район. Серезоль не хотел подчиняться, поэтому группа волонтеров покинула Эн.